# (1475) Yalta
(1475) Yalta ist ein Asteroid des Hauptgürtels, der am 21. September 1935 von der russischen Astronomin Pelageja Fjodorowna Schain am Krim-Observatorium in Simejis entdeckt wurde.
Der Asteroid ist nach der ukrainischen Stadt Jalta benannt.